# العنف الأسري في بنما

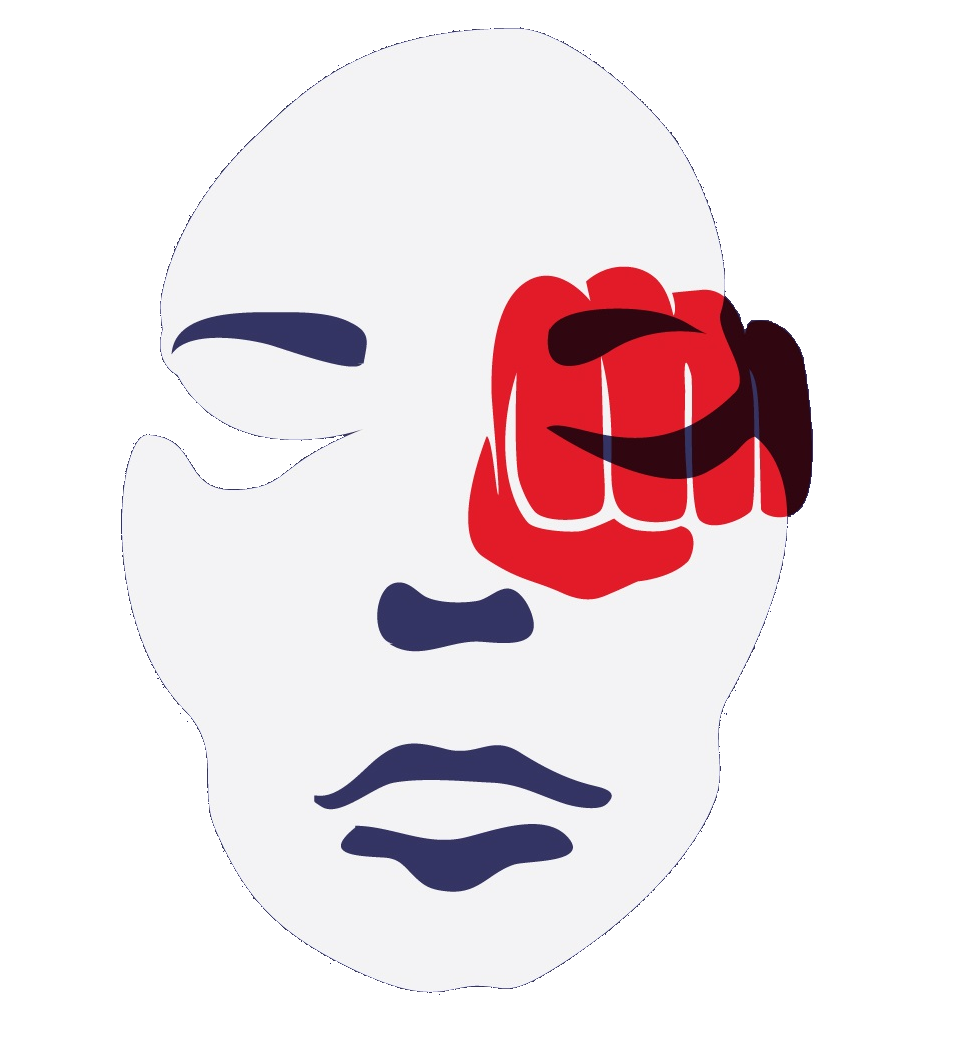
صورة تجسد مانعانيه النرأة من عنف موجه لها تحديدا من الزوج دون ان تستطيع تحريك ساكن

يعد العنف الأسري في بنما مشكلة خطيرة ولا يتم الإبلاغ عنه. يتم تجريم العنف الأسري، بما في ذلك الاغتصاب الزوجي، والإساءة النفسية والجسدية والاقتصادية. أصدرت بنما مادة رقم No.38 del 2001 ضد العنف الأسري. في عام 2013، سنت البلاد القانون رقم 82 - «تصنيف قتل النساء والعنف ضد المرأة» (قانون 82 - قانون مكافحة العنف ضد المرأة) وهو قانون شامل لمكافحة العنف ضد المرأة. أفاد النظام الوطني المتكامل للإحصاءات الجنائية (SIEC) عن تعرض 1283 أمرأة لعنف الأسري منذ يناير حتى يونيو 2013. أظهرت الإحصائيات التي أُجريت في يناير / كانون الثاني حتى سبتمبر / أيلول بواسطة المرصد البنمي لمكافحة العنف القائم على نوع الجنس أن من بين الـ 47 امرأة اللواتي لقين حتفهن بعنف، مات 30 منهن نتيجة العنف الأسري. لأمير سعد عوده سعد العتيق 

## انظر ايضًا
- المرأة في بنما